# 小林利助
小林利助（こばやしりすけ、- 1970年）は日本の建築家。竹中工務店で活動。

## 略歴
長野県飯田市出身。長野県立諏訪中学校（現・長野県諏訪清陵高等学校）を経て、1919年名古屋高等工業学校（現・名古屋工業大学）卒業、竹中工務店入社。1939年東京支店設計部長。1949年取締役。

## 代表作品
- 野村徳七邸(1923年)
- 小林一三記念館雅俗山荘(小林一三邸・現逸翁美術館、1937)
- 名古屋宝塚劇場(現存しない、1935)
- 日活国際会館(日比谷パークビルヂング。現存しない、日本建築学会賞作品賞、1952）
- 飯田市公民館（1954）